# Музей прикладного искусства (Таллин)
Эстонский музей прикладного искусства и дизайна (эст. Eesti Tarbekunsti- ja Disainimuuseum) — музей в Таллине (Эстония), на улице Лай, д. 17.

## История
Открыт 18 июля 1980 года как подразделение Эстонского художественного музея в здании бывшего зернохранилища 1683 года постройки, перед этим, в 1970-х годах, была проведена реставрация и реконструкция здания в соответствии с его новым назначением. Коллекции музея собирались с основания Художественного музея (с 1919 года).
В 2004 году стал самостоятельным музеем. Сегодня Таллинский музей прикладного искусства представляет собой единственное обширное и подробное собрание эстонского профессионального прикладного искусства XX века. Музей также обладает небольшими коллекциями западноевропейского и русского прикладного искусства XVIII—XIX веков. Собрание музея насчитывает около 13 000 единиц хранения.

## Экспозиция
В постоянной экспозиции представлены керамические изделия, книги, ювелирные изделия, изделия из металла и стекла с начала XX века по настоящее время. Музей устраивает временные выставки эстонского и зарубежного прикладного искусства, как современного, так и из исторических коллекций.